# Chicago Film Critics Association Award/Bester Dokumentarfilm
Preis der Chicago Film Critics Association: Bester Dokumentarfilm
Gewinner des Chicago Film Critics Association Awards in der Kategorie Bester Dokumentarfilm (Best Documentary). Die US-amerikanische Filmkritikervereinigung gibt alljährlich Mitte Dezember ihre Auszeichnungen für die besten Filmproduktionen und Filmschaffenden des laufenden Kalenderjahres bekannt. Diese werden wie bei der Oscar- oder Golden-Globe-Verleihung aus fünf Nominierten ausgewählt.
| Jahr | Preisträger                                                   | Nominierte                                                                            |
| ---- | ------------------------------------------------------------- | ------------------------------------------------------------------------------------- |
| 2000 | The Filth and the Fury / The Life and Times of Hank Greenberg |                                                                                       |
| 2001 | The Endurance: Shackleton’s Legendary Antarctic Expedition    |                                                                                       |
| 2002 | Bowling for Columbine                                         |                                                                                       |
| 2003 | The Fog of War                                                |                                                                                       |
| 2004 | Fahrenheit 9/11                                               |                                                                                       |
| 2005 | Grizzly Man                                                   |                                                                                       |
| 2006 | Eine unbequeme Wahrheit                                       |                                                                                       |
| 2007 | Sicko                                                         | Darfur Now The King of Kong Lake of Fire No End In Sight – Invasion der Amateure?     |
| 2008 | Man on Wire                                                   | American Teen Dear Zachary IOUSA Standard Operating Procedure                         |
| 2009 | Anvil! Die Geschichte einer Freundschaft                      | Capitalism: A Love Story The Cove Food, Inc. Tyson                                    |
| 2010 | Exit Through the Gift Shop                                    | Inside Job Restrepo The Tillman Story Waiting for Superman                            |
| 2011 | The Interrupters                                              | Cave of Forgotten Dreams Into the Abyss Pina Project Nim Tabloid                      |
| 2012 | The Invisible War                                             | The Central Park Five The Queen of Versailles Searching for Sugar Man West of Memphis |
| 2013 | The Act of Killing                                            | 20 Feet from Stardom The Armstrong Lie Blackfish Stories We Tell                      |
| 2014 | Life Itself                                                   | Citizenfour Jodorowsky’s Dune Last Days in Vietnam The Overnighters                   |
| 2015 | Amy                                                           | Cartel Land The Hunting Ground The Look of Silence Where to Invade Next               |